# Soldiers: Heroes of World War II
Soldiers: Heroes of World War II nguyên bản tiếng Nga là В тылу врага (Outfront), là tựa game chiến thuật thời gian thực lấy bối cảnh chiến tranh thế giới thứ hai do hãng Best Way phát triển và Codemasters phát hành vào năm 2004. Ngoài ra, game còn có thêm phần tiếp theo là Faces of War được phát hành vào năm 2006.

## Lối chơi
Soldiers: Heroes of WWII có lối chơi theo kiểu "Squad-based strategy" (chiến thuật nhóm) tương tự như dòng game Commandos. Người chơi được giao điều khiển một nhóm biệt kích nhỏ cùng với nhiệm vụ dẫn dắt nhóm quân khiêm tốn này hoàn thành các sứ mạng được giao trong suốt gần 28 màn chơi (gồm 21 màn chính + 7 màn thưởng), trải dài trên 4 chiến dịch khác nhau dành cho phần chơi đơn: Liên Xô, Anh, Mỹ và Đức. Các nhiệm vụ khá đa dạng như phòng thủ chống trả, phục kích, tấn công hay lấy cắp một bí mật quân sự nào đó. Cũng như Commandos, game cho phép người chơi tương tác với bất kỳ vật thể nào có mặt trong màn chơi, từ việc thu lượm những món đồ rơi rớt trên đường, trong các thùng gỗ hay xác chết, cho tới việc sử dụng tất cả các loại khí tài như tăng, xe tải, ụ súng máy, súng phòng không...
Không chỉ vậy, người chơi còn có thể tận dụng các công trình, địa hình khác nhau để làm nơi ẩn nấp hay tạo lợi thế cho mình trong các cuộc giao tranh. Bên cạnh đó, một khi đã kết thúc phần chơi chiến dịch, Soldiers: Heroes of WWII còn có thêm mục chơi Bonus với các màn độc lập mà người chơi có thể chơi ngay bất kỳ lúc nào thích, mà không cần phải theo tuần tự như trong phần chiến dịch. Ngoài ra, mục chơi mạng với chế độ Co-op, sẽ thỏa mãn những gamer yêu thích kiểu nội dung chơi đơn lồng trong chơi mạng. Ngoài ra, nhà sản xuất đã tung ra bản cập nhật mới nhất dành cho phần mạng với nhiều kiểu chơi mới như Deathmatch, Assault, King of the Hill, Victory Points và Escort.
Soldiers: Heroes of WWII có giao diện khá giống với Commandos, từ việc sắp xếp bản đồ cho tới chuyển đổi đồ qua lại giữa các ngăn chứa. Tiến bộ hơn một chút là thông tin chi tiết hơn, người chơi dễ dàng quan sát được tình trạng của đối tượng (nhân vật và xe) mà mình điều khiển như số lượng đạn dược, sức khỏe, sử dụng loại vũ khí chính hay phụ... Về phần điều khiển, tuy người chơi có thể phóng to, thu nhỏ, xoay cảnh 360 độ một cách tự do để tiện quan sát, nhưng do việc phóng to, thu nhỏ chỉ có hai mức không thể nhìn cận cảnh, thêm vào đó các màn chơi thường có quá nhiều vật thể khiến người chơi rối mắt, không dễ dàng quan sát được diễn tiến bên trong một công trình rõ ràng, điển hình là các tên lính nấp bên trong.

## Hình âm
Soldiers: Heroes of WWII đạt điểm cao về mặt đồ họa không chỉ ở những khung cảnh rộng lớn được thực hiện rất chi tiết với vô số đối tượng lớn nhỏ khác nhau, mà còn nằm ở những hiệu ứng bắt mắt, tuyệt vời. Nhờ có thêm nó mà độ thật trong trò chơi được nâng cao, thuyết phục hơn, chẳng hạn như những vệt nước rẽ khi một chiếc xe lội qua, hay những vệt bánh xích kéo dài của một chiếc tăng nào đó để lại.
Phần nhạc nền của trò chơi tạo được cảm giác hồi hộp, căng thẳng nhưng thường có tiết tấu trùng lắp, dễ tạo sự nhàm chán. Về giọng nói, trò chơi thể hiện được nét đặc trưng của từng dân tộc thông qua giọng đọc lời bình cũng như của các nhân vật khác nhau, dù chủ yếu là dùng tiếng Anh nhiều hơn tiếng bản xứ. Chẳng hạn cách phát âm tiếng Anh của người Nga nghe lơ lớ. Nhưng điểm dở của phần này giống nhạc nền là câu thoại của các nhân vật lặp lại, ít đa dạng. Các phần âm thanh còn lại như tiếng súng, các vụ nổ hay thậm chí cả tiếng lửa cháy tí tách được thực hiện khá kỹ lưỡng và chi tiết.